# Бабешко Олексій Анатолійович
Олексій Анатолійович Бабешко (8 травня 1955, Слов’янськ, Донецька область) — український історик і статистик футболу.

## Біографія
Мешкає в Донецьку. Має вищу освіту.
Історією футболу займається з 1967, статистикою з 1975 року. Брав участь в підготовці програмок та щорічників, довідників про донецький «Шахтар». З 1977 року видав серію довідників «Всі матчі «Шахтаря» 1936 – 2004 рр.

## Авторські праці

### Книги
- «Донецкий футбол. ХХ век» (спільно с М. Левицьким) 1998 рік. (рос.);
- «Шахтер» Донецк. Иллюстрированный альбом» 2003 рік. (рос.);
- «Шахтер» (Донецк). История команды. 1936-2006» 2006 рік. (рос.);
- «Виталий Старухин: играю головой»  2007 рік. (рос.)
- «Скандалы и трагедии украинского футбола» 2010 рік. (рос.)
- «Шахтер» 75 лет 1936-2011»  2011 рік. (рос.)

### Презентації книг
- На сайті «Є. Ясенова» [Архівовано 30 серпня 2010 у Wayback Machine.] (рос.)
- На сайті «Terrikon» [Архівовано 29 червня 2012 у Wayback Machine.] (рос.)
- Відео на сайті ФК «Шахтар» Донецьк[недоступне посилання з серпня 2019]

### довідники
- ««Кто есть кто. Футболисты «Шахтера». Статистический справочник» 2005 рік.(рос.);